# Lacco Ameno
Lacco Ameno est une commune de la ville métropolitaine de Naples dans la Campanie en Italie. Elle est située sur la côte nord de l'île volcanique d'Ischia.

## Administration
| Période                                  | Période          | Identité            | Étiquette | Qualité |
| ---------------------------------------- | ---------------- | ------------------- | --------- | ------- |
| 17 juin 1985                             | 6 juin 1990      | Tommaso Patalano    |           |         |
| 6 juin 1990                              | 27 mai 1992      | Vincenzo Mennella   | DC        |         |
| 27 mai 1992                              | 25 octobre 1992  | Giovanni Orefice    |           |         |
| 25 octobre 1992                          | 17 novembre 1997 | Tommaso Patalano    |           |         |
| 31 mai 1993                              | 28 janvier 1994  | Maria Assunta Falco |           |         |
| 17 novembre 1997                         | 28 mai 2002      | Domenico De Siano   |           |         |
| 28 mai 2002                              | 29 mai 2007      | Domenico De Siano   |           |         |
| 29 mai 2007                              | 12 mars 2012     | Restituta Irace     |           |         |
| 12 mars 2012                             | 7 mai 2012       | Rosanna Sergio      |           |         |
| 7 mai 2012                               | 7 octobre 2014   | Carmine Monti       |           |         |
| 7 octobre 2014                           | 1er juin 2015    | Giovanna Cerni      |           |         |
| 1er juin 2015                            |                  | Giacomo Pascale     |           |         |
| Les données manquantes sont à compléter. |                  |                     |           |         |

## Étymologie

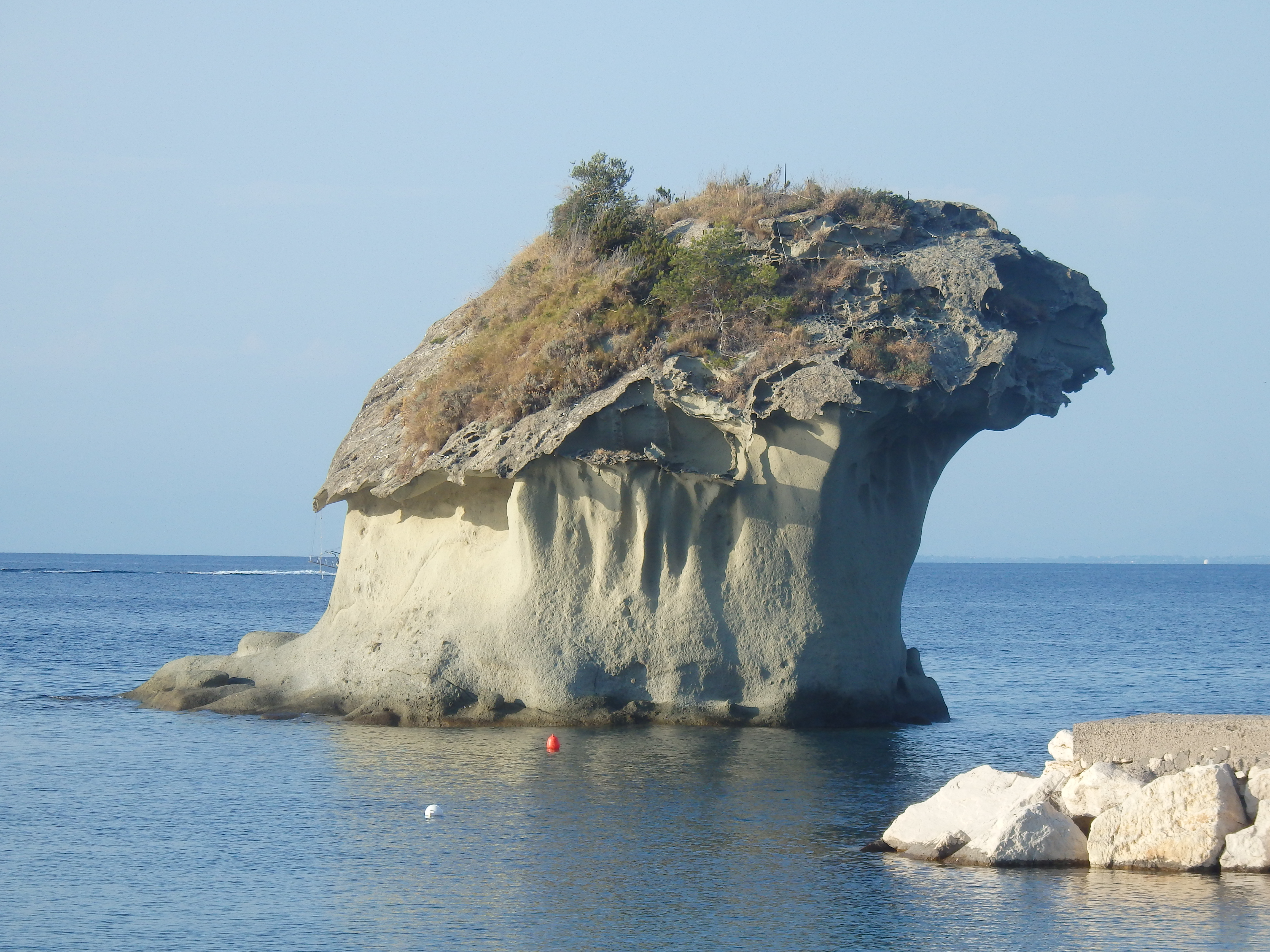
Le fameux rocher il fungo (le champignon) dans le port de Lacco.

Dans le passé lointain, la ville s'appela Eraclio et possédait un sanctuaire dédié à Hercule. Ensuite, elle devint commune de Lacco dont l'étymologie serait celle de pierre (du gr. lakkos), elle prit en 1863 le nom actuel.

## Histoire

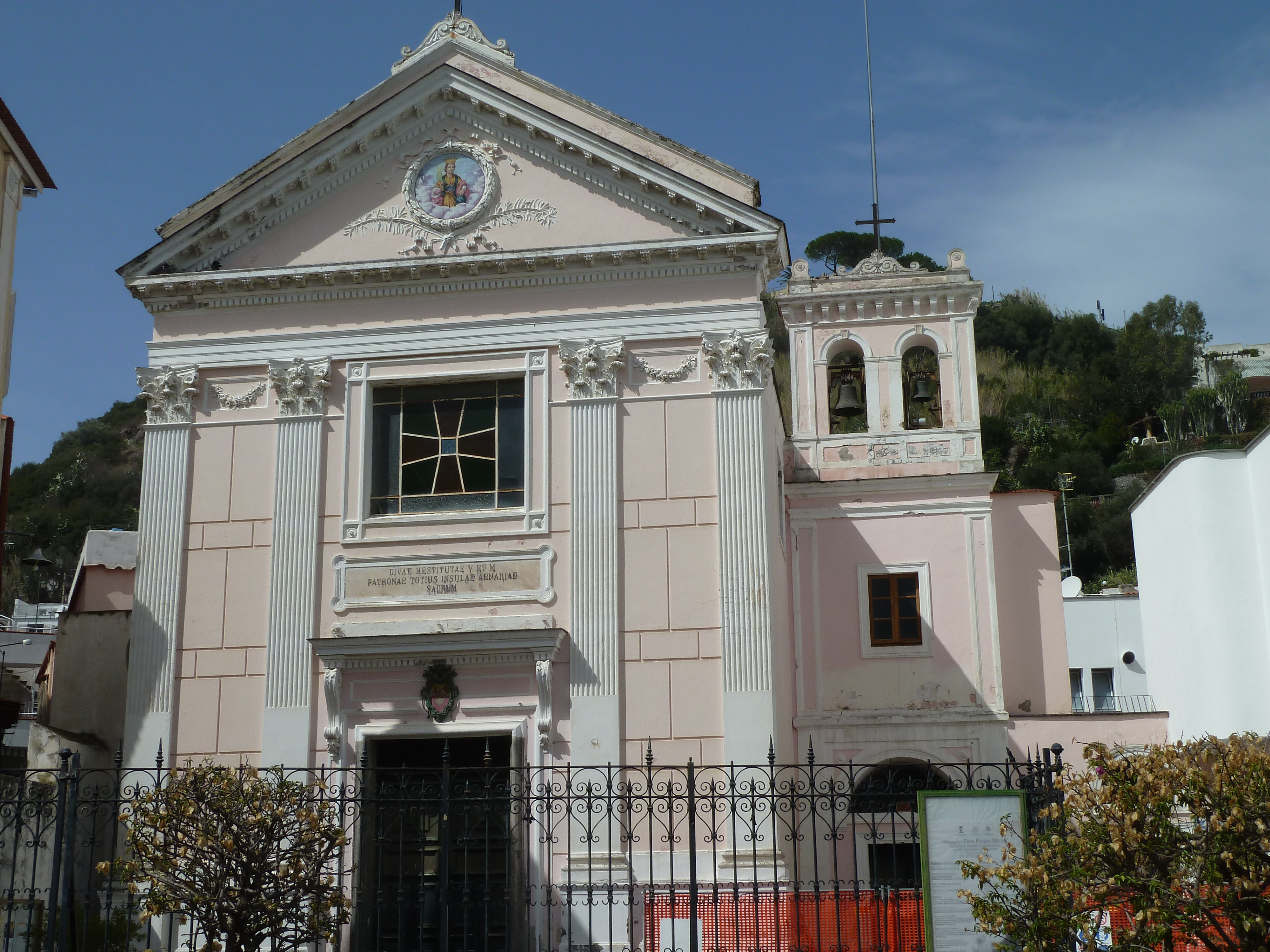
Église de S. Restituta, Lacco.

Des fouilles par le professeur Giorgio Buchner à San Montano sur le Mont Vico et à Mazzola ont mis au jour une colonie grecque du VIIIe siècle av. J.-C., guidée par Ipocle Cumeo et Mégastène de Calcide. Ils y fondèrent la ville de Pithécuse (du grec pithos, pot en terre cuite), d'après leur activité principale. Le musée archéologique dans la Villa Arbusto, ancienne demeure des ducs d'Atri expose ainsi la réputée Coupe de Nestor.

Des fouilles par le RP Pietro Monti ont mis au jour des vestiges de la période paléochrétienne, exposés dans l'hypogée de l'église de Santa Restituta dont les reliques furent amenées au Ve siècle d'Afrique septentrionale. On peut y contempler un oratoire de 1036 construit par le conte Mario Mellusi. L'évêque Bartolomeo Bussolaro fit fortifier l'église en 1374, puis fut restaurée en 1470 par le frère franciscain Pacifico da Sorrente. En 1589, l'évêque Fabio Polverino concéda l'église aux Carmélites du Carmine Maggiore de Naples jusque 1809, puis les Augustiniens de 1822 à 1866.
Le 28 juillet 1883, Lacco Ameno est gravement endommagé par un tremblement de terre; avec la ville voisine de Casamicciola, le tremblement de terre a fait plus de 2 300 victimes. 269 maisons, soit environ 69 % de l'ensemble du tissu immobilier, ont été complètement détruites, seuls 18 bâtiments sont restés intacts.
Cependant, cela n'a pas pu empêcher le passage d'un village de pêcheurs à une station thermale avec des sources thermales. L'éditeur italien Angelo Rizzoli a fait de Lacco Ameno un lieu de jet set international en construisant plusieurs hôtels dans les années 1950 et 1960. En 1962, il a également fait don du seul hôpital d'Ischia, "Ospedale Anna Rizzoli".
Le 21 août 2017, un tremblement de terre modéré de magnitude 4 a frappé Lacco Ameno et Casamicciola Terme, tuant deux personnes, effondrant partiellement une église et détruisant plusieurs maisons.

### Hameaux
Fango, Mezzavia, Pannella, Fundera

### Communes limitrophes
Casamicciola Terme, Forio